# Dagbok från gettot
Dagbok från gettot är en bok av Dawid Sierakowiak (i svensk översättning av Alan Adelson). Dawid Sierakowiak föddes 1924 i en judisk familj i den polska staden Łódź. Dagboken påbörjades den 28 juni 1939 och skrivandet fortsatte till sommaren 1943, någon månad innan han gick bort, troligtvis i tuberkulos och svält, i augusti samma år. I förordet till den svenska utgåvan skriver Lawrence L. Langer att dagboken är ett vittnesbörd från en allt mer tynande tillvaro i gettot i Łódź och att den kan jämföras med Anne Franks dagbok. När tyskarna övertog kontrollen över gettot, skriver Langer, blev frågan inte vad man skulle bli eller göra i livet, utan hur snart man skulle dö.

## Citat från boken
- 11 november 1942: Igår höll Hitler ett tal. Han sa bl a att de judar som dött inte skrattar längre, men att de som alltjämt skrattar, snart kommer att sluta upp med det.
- 14 januari 1943: Jag har redan hunnit förfrysa fötterna i mina nya skor och går nu som en krympling.
- 18 februari 1943: Återigen har 50 personer från Czarnieckigatan skickats till Tyskland. "På tvångsarbete" påstås det, men ingen vet säkert.
- 24 februari 1943: Hemma blir svälten allt värre. Vi har ingen mat kvar av den förra ransonen och sopporna är väldigt magra.
- 5 mars 1943: Min far är likgiltig för allt. Han har svårt att andas, säger väldigt lite och äter allt mindre, fastän det inte är något fel på hans mage (fadern dog dagen därpå).